# كويجينجي
كويجينجي بلدية في ولاية باهيا في المنطقة الشمالية الشرقية من البرازيل.